# Policía montada

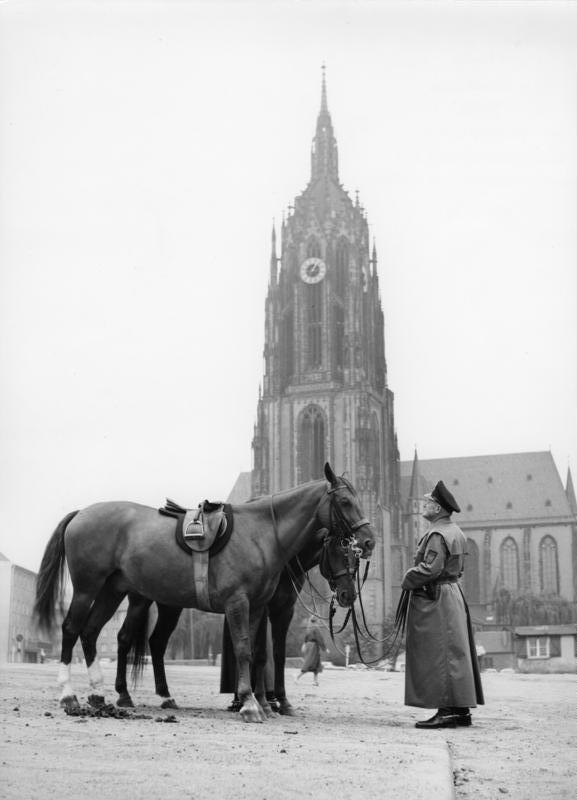
Policía montada ante la Catedral de Fráncfort del Meno en el año 1960.

La policía montada está formada por los policías y jinetes que patrullan a caballo o en camellos. Este cuerpo policial sigue prestando servicios en zonas remotas y en las áreas metropolitanas de las ciudades, en donde el día a día de su función puede ser pintoresco o ceremonial, pero también se emplean en el control de las masas, y debido a su movilidad y la ventaja de la altura su uso es cada vez más frecuente en el Reino Unido para la prevención de los delitos, dada la buena visibilidad en sus funciones policiales. La policía montada se puede emplear para tareas especializadas que van desde la vigilancia de parques y áreas naturales, donde los vehículos policiales no serían prácticos o ruidosos, en disturbios, donde el caballo sirve para intimidar con su mayor tamaño a aquellos a los que se desea dispersar, o pueden ser enviados para detener delincuentes de entre la multitud. Por ejemplo, en el Reino Unido la policía montada se observa con mayor frecuencia en los partidos de fútbol, aunque también son un espectáculo común en las calles de muchos pueblos y ciudades como una presencia policial visible en la disuasión del delito en el día y durante la noche. Algunas unidades de la Policía Montada se capacitan en la búsqueda y rescate debido a la capacidad del caballo para viajar por donde los vehículos no pueden hacerlo.
Una conocida fuerza de la policía montada es la Policía Montada de Canadá, ahora utiliza métodos estándar de la policía y no utiliza caballos operacionalmente. Sin embargo, los caballos se usan en el Carrusel de la Policía Montada de Canadá, así como por varios destacamentos de la policía provincial y municipal. En Estados Unidos las patrullas montadas siguen siendo esenciales para las operaciones locales en la aplicación de la ley.
La Patrulla Fronteriza de los Estados Unidos tenía 200 caballos en el año 2005. La mayoría de ellos se emplean a lo largo de la frontera entre Estados Unidos y México. En Arizona estos animales son alimentados con piensos especiales o pellets elaborados para que sus desechos no se propaguen a las plantas no nativas de los parques nacionales y de las áreas silvestres que patrullan.  En Houston, la Unidad de Patrulla del Departamento de Policía de Texas se ha convertido cada vez más conocida debido a la decisión, con el tiempo, de suprimir las herraduras de todos los caballos y abrazar el concepto de naturalización en la dieta de sus caballos y sus cuidados, además de montar a los caballos sin herraduras.
En México, también existen corporaciones policiacas y militares que tienen elementos y agrupamientos a caballo. Tanto por función ceremonial y turística como también patrullajes en zonas de difícil acceso o bien donde se necesite patrullar y auxiliar a la población de manera más efectiva. Un ejemplo de esto último pudo verse de 2002 a 2012 en la Ciudad de México con la Policía Montada Turística donde a los agentes del orden se les brindaba un uniforme similar al de un Charro y patrullaban zonas como la Alameda Central, además de ser también capacitados en idiomas e incluso historia, aunque desde 2018 se dio su regreso así como la policía montada común que también se ocupa para casos de control de orden público, patrullaje y rescate en áreas urbanas o de difícil acceso por ser bosques. Esto también puede verse en más estados de México, dependiendo las condiciones geográficas de las áreas a patrullar e inspeccionar.

## Equipamiento

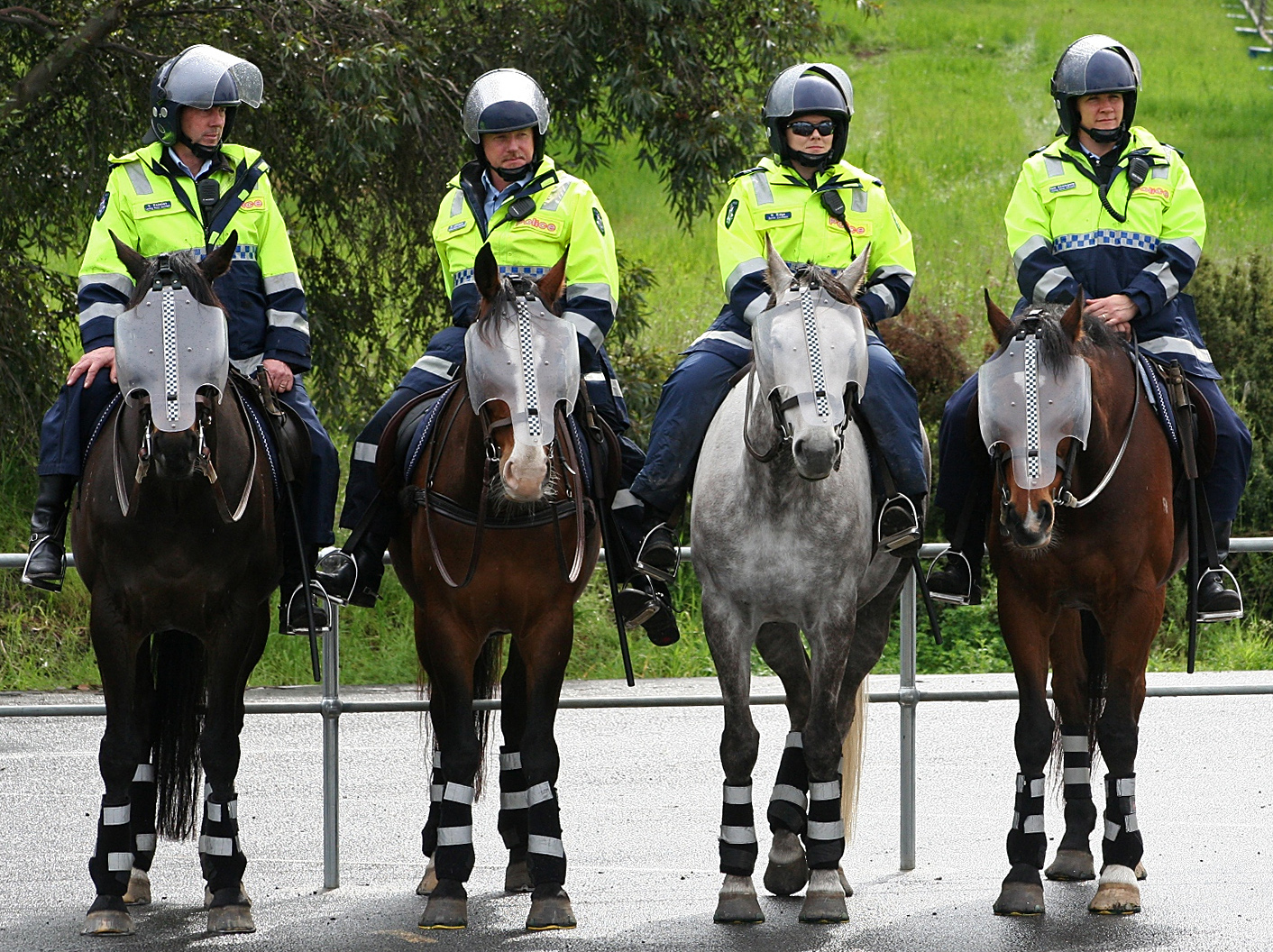
Agentes de la policía montada de Australia en estado de alerta en una manifestación pacífica. Nótese la armadura facial y las espinilleras reflectantes.

Los arreos utilizados por la policía montada son similares a la táctica estándar de montar a caballo, con las adaptaciones para el uso policial. Las sillas de montar sintéticas suelen estar más favorecidas al estar fabricadas  de cuero natural para poder reducir el peso, algo muy importante debido tanto por las largas horas a caballo y porque los agentes de policía deben llevar a numerosos artículos de equipo personal. Los caballos están equipados con herraduras de alta tracción que son fabricadas con metales especiales o equipados con suelas de goma que se utilizan normalmente en las zonas urbanas en lugar de las herraduras de acero estándar, que son propensos a desprenderse en el pavimento. Calzados con suela de goma también producen menos ruido que las herraduras de acero que se sacuden menos de la pezuña. Los caballos que trabajan en el control de disturbios llevan una protección facial, realizada a base de plexiglás para que los animales puedan ver. Los propios oficiales se equipan a menudo con largos bastones, especialmente fabricados con madera o de policarbonato, para su uso a caballo como bastones estándar de patrulla poseen la longitud suficiente para alcanzar a las personas a nivel del suelo.

## Galería
|                                                                                          |
| Un oficial de la policía montada cabalgando frente al Palacio de Buckingham, en Londres. |

|                                                           |
| Mujeres de la policía montada cerca del Kremlin de Moscú. |

|                                                      |
| Mujer de la policía montada brasileña, Paraná, PMPR. |

|                                                    |
| Un policía montado en un camello en Guiza, Egipto. |

|                                                                       |
| Guardias Civiles españoles pertenecientes al Escuadrón de Caballería. |

|                             |
| Policía Montada del Canadá. |

|                                                                    |
| Ilustración de policías montados de Suecia con equipo antimotines. |

|                                                      |
| Patrulla a caballo de la Policía Nacional de España. |

|                                           |
| Mujer de la policía montada de Finlandia. |

|                               |
| Policía montada de Australia. |

|                                          |
| Policía montada en Villa Borghese, Roma. |

|                                    |
| Paseo musical en el Día de Canadá. |

|                                  |
| Patrullando en el Louvre, París. |

|                                                                                         |
| Policía montada del Departamento de policía de San Francisco en el día de San Patricio. |

|                                                                   |
| Patrullando por el bosque en las montañas de Altái en Kazajistán. |

|                                                                         |
| Carabineros de Chile a caballo durante una manifestación en Valparaíso. |